# Salowy
Salowy (rodzaj żeński salowa) – pracownik ochrony zdrowia, zajmujący się utrzymaniem czystości w placówkach ochrony zdrowia, w szczególności w salach szpitalnych (stąd nazwa). Podlegając służbowo (w szpitalach) pielęgniarzowi oddziałowemu, pełni także funkcje pomocnicze przy obsłudze chorych i opiece nad nimi.
Do pracy na tym stanowisku w Polsce nie jest wymagane żadne wykształcenie; jednoczesny brak (w Polsce, w 2009 roku) centralnych szczegółowych uregulowań, które określałyby zakres czynności, jakich nie wolno powierzyć salowemu powoduje, że w niektórych szpitalach w blokach operacyjnych zadania tzw. „instrumentariusza brudnego” powierza się salowym.
Stanowisko salowego w rozporządzeniu w sprawie zasad wynagradzania pracowników publicznych zakładów opieki zdrowotnej z roku 2001 zaliczane było (jako równorzędne do takich stanowisk, jak: sanitariusz, fasowacz, pomoc laboratoryjna i pomoc apteczna) do VIII, najniższej grupy zaszeregowania z grupy pracowników działalności podstawowej.